# Sealers Passage
Die Sealers Passage (englisch für Robbenfängerpassage, spanisch Pasaje Foqueros) ist eine Meerenge im Archipel der Südlichen Shetlandinseln. Sie verläuft zwischen Kap Yelcho an der Nordküste von Elephant Island und den Seal Islands.
Das UK Antarctic Place-Names Committee benannte die Meerenge 1971 so, weil sie Robbenfängern in den 1820er Jahren als Abkürzung bei der Umfahrung der Nordküste von Elephant Island diente.